# Ротенбург, Карл
Карл Ротенбург (нем. Karl Rothenburg; р. 8 июня 1894, Фюрстенвальде, Бранденбург — 28 июня 1941, близ Острошицкого Городка, БССР) — немецкий военачальник времен Третьего Рейха, генерал-майор вермахта (посмертно, 1942). Кавалер Pour le Mérite (1917) и Рыцарского креста Железного креста (1940). Участник Первой и Второй мировых войн.

## Биография
Карл Ротенбург родился 8 июня 1894 года в городе Фюрстенвальде в прусской провинции Бранденбург.
1 апреля 1914 года поступил на военную службу в 5-й гвардейский пехотный полк. С первых дней Великой войны на фронте, сражался в под Намюром на Западном фронте. Вскоре его полк перебросили на Восточный фронт, он принимал участие в боях на Мазурских озёрах и в Южной Польше. 21 декабря 1914 года ему присвоено звание унтер-офицер. К осени 1915 года активно боролся на Востоке в Мазурии, преследовал русские войска в Литве, Курляндии. В октябре 1915 года полк Ротенбурга передислоцировали на Западный фронт, здесь ему 18 ноября 1915 года присвоено звание лейтенант резерва.
Ротенбург участвовал в боях на реке Сомма, командуя ротой, сначала временно исполняя обязанности, а впоследствии став штатным командиром. С марта 1918 года вел бои во время Весеннего наступления, сражался под Гузокуром и Верманом. 29 марта 1918 года получил ранение шрапнелью в правую руку и госпитализирован. 23 мая 1918 года по мужество и отвагу, проявленные в боях награждён рыцарским крестом Королевского ордена дома Гогенцоллернов с мечами. За умелое руководство ротой при штурме укрепленных рубежей противника и захват в плен группу солдат врага вблизи Рикебурского леса, решительное продвижение вперед с одновременным форсированием реки Ма с ходу отмечен высшей наградой Германской империи — орденом Pour le Mérite.
20 декабря 1918 года по завершении войны, Ротенбург уволился из рядов вооруженных сил. После отставки поступил на службу в полицию в Тюрингии, руководил полицейским участком в Йены. В 1924 году стал гауптманом полиции, а в 1930 — майором и начальником полиции Веймара. В начале 1934 года назначен начальником полиции Зондерсхаузена.
26 июля 1935 года Карл Ротенбург вернулся к вооруженных сил в ранге майора и 1 августа 1936 возглавил 2-й танковый батальон 6-го танкового полка Вермахта. 1 апреля 1938 года присвоено звание оберст-лейтенанта. Командуя батальоном он принял участие в аншлюсе Австрии и захвате Судетов.
1 марта 1939 года назначен командиром 6-го танкового полка 3-й танковой дивизии генерал-лейтенанта барона Лео фон Швеппенбурга и 1 августа 1940 года повышен до оберста.
Во главе своего танкового полка сражался в Польше. 6-й полк в составе дивизии входил к ударной группировки XIX-го моторизованного корпуса генерала танковых войск Гудериана, действовавший на северном фланге сил вторжения. Разгромив основные силы польских войск в так называемом «Польском коридоре», немецкое танковое группировки билось в центре боевых порядков Вермахта. Бои в Польше К. Ротенбург окончил под Брестом. После молниеносной победы на Восточном фронте переведен на запад, где возглавил 25-й танковый полк 7-й танковой дивизии под руководством ещё одного ветерана Первой мировой и кавалера «Pour le Mérite» генерал-майора Э. Роммеля.
С мая 1940 года 25-й полк вел активные боевые действия во Франции. В период подготовки немецкого вторжения в Исторические Нидерланды и Франции, по плану операции под кодовым названием «Гельб» (нем. Fall Gelb), 7-я танковая дивизия Роммеля была включена в состав 15-го моторизованного корпуса генерала Г. Гота, который располагался в центре ударной группировки Вермахта. 25-й танковый полк Ротенбурга имел на вооружении только 72 единицы легких танков Pzkpfw II, 37 танкеток Pzkpfw I, 23 средних танка Pz.Kpfw.IV Ausf.B. Командирским танком был трофейный чехословацкий Pzkpfw 38(t).
10 мая 1940 началось вторжение немецких войск в страны Западной Европы, а уже 12 мая 7-я танковая дивизия достигла Динана, а 13 мая 7-я танковая дивизия в тяжелых боях у реки Маас разгромила две французские дивизии (1-ю танковую и 4-ю пехотную) и развернула стремительное наступление вглубь северной Франции. Ещё при прорыве «линии Мажино» Роммель лично пересел в главный танк оберста Ротенбурга, вырвался на оперативный простор и силами почти одного полка вдребезги разбил эти две французские дивизии, уничтожив более 100 танков и 30 бронеавтомобилей противника.
15 мая 25-й танковый полк фактически достиг Вилле-Поль и продолжил свое продвижение на запад и к 20 мая вышел в Арле. 21 мая танковые колонны Роммеля достигли района Аррас, где его передовые части были атакованы двумя английскими танковыми полками (до 70 танков). После того, как английские танки нанесли тяжелые потери немецкой пехоте и подразделениям противотанковой артиллерии, их продвижение было остановлено при помощи всего нескольких 88-мм зенитная пушка FlaK 18/36/37/41/88-мм зенитных пушек Flak 18/36 расположенных позади немецких боевых порядков.
3 июля 1940 года командир полка оберст К. Ротенбург был награждён Рыцарским крестом Железного креста.
До февраля 1941 года 25-й полк Ротенбурга выполнял оккупационные функции в районе Бордо, впоследствии переброшен в Восточную Пруссию, где готовился к вторжению в Советский Союз.
С утра 22 июня 1941 года танковый полк был одним из первых, что вторглись на территорию СССР. Он действовал на северном фланге группы армий «Центр» и после пересечения границы, развил наступление в охват главных сил Западный фронт генерала Павлова Д. Г.. 28 июня во время боев в районе Смолевичи восточнее Минска оберст К. Ротенбург был ранен; погиб при эвакуации на дивизионный медпункт. Похоронен дома с воинскими почестями.
1 ноября 1942 года ему посмертно присвоено воинское звание генерал-майора.

## Награды
- Железный крест (1914) 2-го и 1-го класса (Королевство Пруссия)
- Королевский орден Дома Гогенцоллернов рыцарский крест с мечами (23 мая 1918) (Королевство Пруссия)
- Орден «Pour le Mérite» (30 июня 1918) (Королевство Пруссия)
- Нагрудный знак «За ранение» (1918) чёрный
- Почётный крест Первой мировой войны 1914/1918 с мечами (1934)
- Пряжка к Железному кресту (1939) 2-го класса (15 сентября 1939)
- Пряжка к Железному кресту (1939) 2-го класса (9 октября 1939)
- Рыцарский крест Железного креста (3 июня 1940)
- Нагрудный знак «За танковую атаку»